# Andreaea lorentziana
Andreaea lorentziana là một loài rêu trong họ Andreaeaceae. Loài này được Müll. Hal. mô tả khoa học đầu tiên năm 1879.